# Arrondissement de Straubing-Bogen
L'arrondissement de Straubing-Bogen est un arrondissement  (Landkreis en allemand) de Bavière   (Allemagne) situé dans le district (Regierungsbezirk en allemand) de Basse-Bavière. 
Son chef lieu est Straubing.

## Villes, communes & communautés d'administration
(nombre d'habitants en 2006)
| Städte 1. Bogen (10 111) 2. Geiselhöring (6 675) Märkte 1. Mallersdorf-Pfaffenberg (6 571) 2. Mitterfels (2 504) 3. Schwarzach (2 812) Verwaltungsgemeinschaften 1. Aiterhofen (Communes Aiterhofen et Salching) 2. Hunderdorf (Communes Hunderdorf, Neukirchen et Windberg) 3. Mitterfels (Markt Mitterfels et communes Ascha, Falkenfels et Haselbach) 4. Rain (Communes Aholfing, Atting, Perkam et Rain) 5. Schwarzach (Markt Schwarzach et communes Mariaposching, Niederwinkling et Perasdorf) 6. Stallwang (Communes Loitzendorf, Rattiszell et Stallwang) 7. Straßkirchen (Communes Irlbach et Straßkirchen) Pas de gemeindefreie Gebiete | Gemeinden 1. Aholfing (1 754) 2. Aiterhofen (3 465) 3. Ascha (1 536) 4. Atting (1 678) 5. Falkenfels (1 008) 6. Feldkirchen (1 979) 7. Haibach (2 168) 8. Haselbach (1 657) 9. Hunderdorf (3 250) 10. Irlbach (1 164) 11. Kirchroth (3 729) 12. Konzell (1 843) 13. Laberweinting (3 468) 14. Leiblfing (3 928) 15. Loitzendorf (621) 16. Mariaposching (1 434) 17. Neukirchen (1 806) 18. Niederwinkling (2 389) 19. Oberschneiding (2 751) 20. Parkstetten (2 982) 21. Perasdorf (648) 22. Perkam (1 472) 23. Rain (2 682) 24. Rattenberg (1 839) 25. Rattiszell (1 432) 26. Salching (2 511) 27. Sankt Englmar (1 519) 28. Stallwang (1 364) 29. Steinach (2 974) 30. Straßkirchen (3 333) 31. Wiesenfelden (3 626) 32. Windberg (1 051) |